# Batalion „Harnaś”

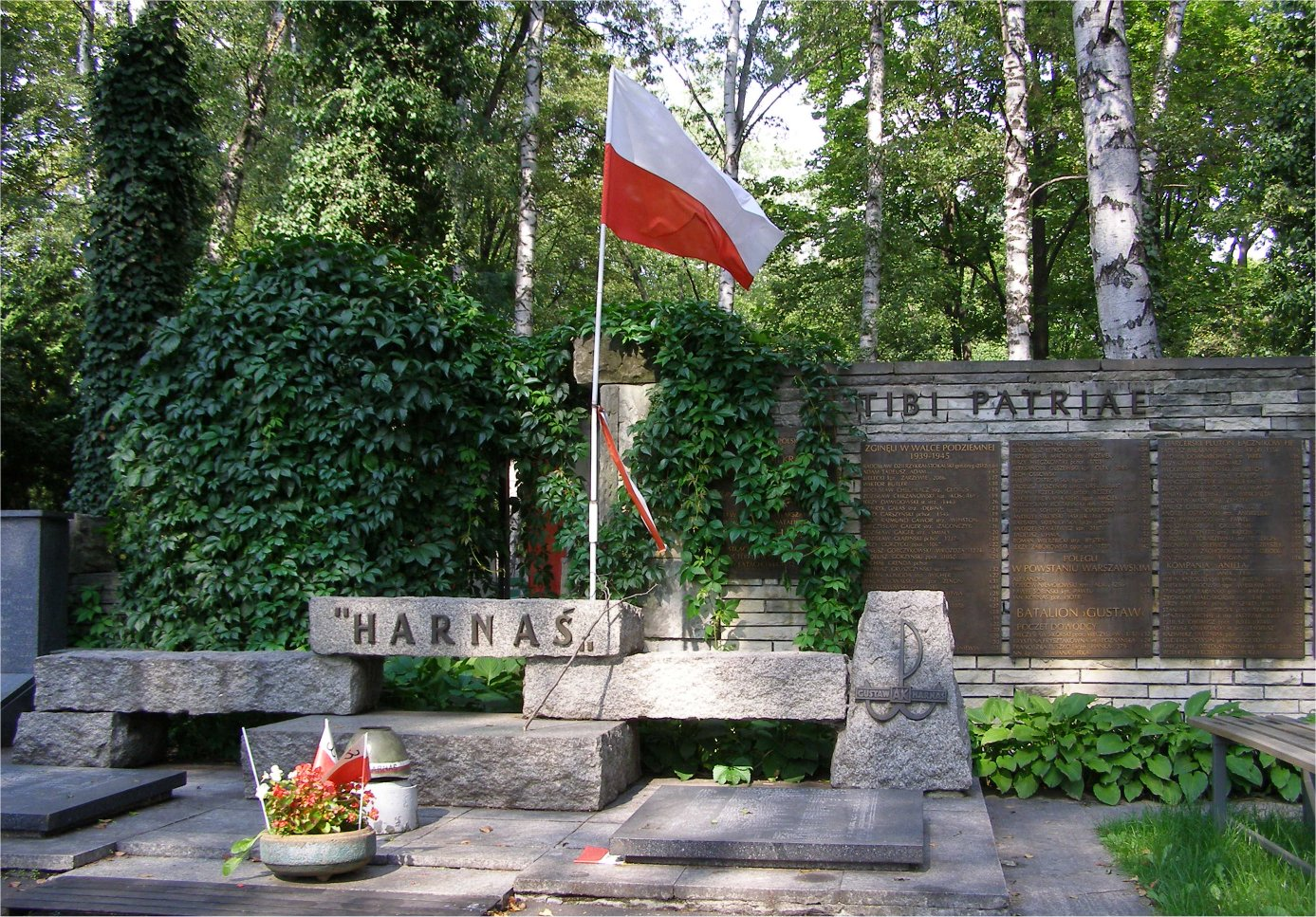
Na Cmentarzu Wojskowym na Powązkach w Warszawie

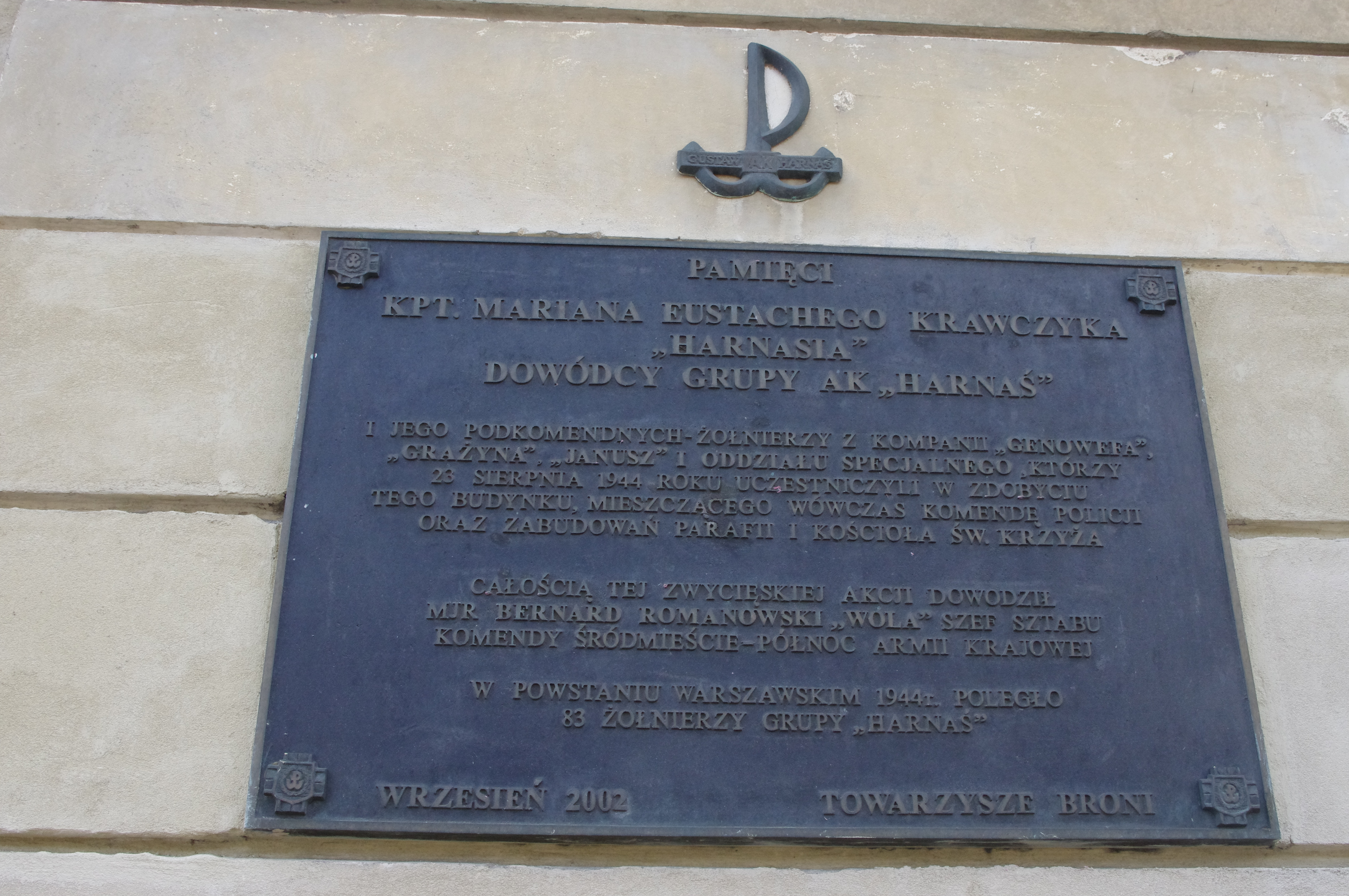
Tablica upamiętniająca Mariana Eustachego Krawczyka i żołnierzy Batalionu Harnaś na Krakowskim Przedmieściu w Warszawie

Batalion Harnaś – batalion AK, utworzony 6 sierpnia w trakcie powstania warszawskiego, na bazie dwóch kompanii Batalionu „Gustaw”, które pozostały Śródmieściu. We wrześniu połączył się z Batalionem „Gustaw”. 
Podczas powstania warszawskiego dowodzony przez ppor. rez. Mariana Krawczyka „Harnaś”, walczył w rejonie Nowego Światu, Mazowieckiej i Świętokrzyskiej. 23 sierpnia batalion „Harnaś i kompania „Lewara zdobyły gmach Komendy Policji przy Krakowskim Przedmieściu 1. Dowództwo nad zgrupowaniem objął mjr Ludwik Gawrych, po śmierci kpt. „Harnasia”, który poległ 3 września w rejonie ul. Mazowieckiej. W batalionie tym walczył m.in. Wiesław Chrzanowski i Witold Kieżun (ps. „Wypad”).

## Ordre de bataille batalionu „Harnaś”
- Dowódca ppor./por./kpt., Marian Krawczyk „Harnaś” (poległ 3 września)[1];
- Kompania „Genowefa” – dowódca: por. Mieczysław Ciopa „Marabut” (poległ 5 sierpnia), ppor. Bolesław Kostecki „Marcin”;
- Kompania „Grażyna” – dowódca ppor. Marian Krawczyk „Harnaś” (do 5 sierpnia); por. Józef Jabłoński „Józef” (ranny 15 sierpnia, zm. 4 września), ppor. Tadeusz Ludwik Lawiński „Ludwik”, do 7 września); ppor Jan Kruzenstern „Jan”, kpr. pchor,/plut. pchor. Ryszard Benedykciński „Niesiowski" (zaginął 17 września na Solcu) kpr. pchor. Jan „Wiera”, Wojtkiewicz „Wiera” (22 września przedostał się na Pragę).
- Kompania „Janusz” – dowódca: sierż./por. Janusz Zapolski „Janusz” do 17 sierpnia, ppor. Stanisław Wysocki „Ryszard” (23 sierpnia ciężko ranny).

Ze zgrupowaniem współpracowała 3 kompania VIII Zgrupowania (kompania „Lewara”), dowodzona przez – por. Jana Piotrowskiego „Lewar", choć formalnie podlegała dowódcy Grupy Bojowej „Krybar”.